# 志摩靖彦
志摩 靖彦（しま やすひこ、1913年〈大正2年〉3月23日 - 1991年〈平成3年〉3月16日）は、日本の俳優。本名は嶋 正朶（しま まさえだ）。旧名は島 泰彦。東京府東京市本所区（現・東京都墨田区本所）出身。

## 経歴
1941年に鉄嶺実業学校を卒業。1942年7月に青少年劇場に入団。1943年4月に関西移動演劇隊に移籍。その後1944年10月にNHK大阪放送劇団を経て、1951年2月に獅子座を結成。1964年に大阪音楽大学演劇科講師。1977年に大阪芸術大学演劇科講師を務めた。

## 出演作品

### テレビ
- 風の武士（1960年 1961年、関西テレビ）
- 正塚の婆さん（1963年、TBS）
- 風 第5話「脅迫者」（1967年、TBS / 松竹）
- 銭形平次
  - 第51話「闇に消えた女」（1967年） - 汐路屋藤兵ヱ
  - 第86話「小さな幸せを」（1967年） - 村田将監
  - 第104話「番神堂異聞」（1968年） - 仙波采女
  - 第151話「振袖が泣いている」（1969年） - 丁字屋
- 怪獣王子（1967年 -1968年、フジテレビ / 日本特撮株式会社、ピー・プロダクション）- 林幕僚長
- 37階の男（1968年、日本テレビ / 東宝 / 宝塚映画）
  - 第10話 「華麗なる裏切り」
  - 第21話 「花びらが考えるとき」
- アゴン（1968年、フジテレビ / 日本電波映画） - 右京博士
- 新三匹の侍 第10話「決闘三対三」（1970年、フジテレビ / 松竹） - 弥右衛門
- 遠山の金さん捕物帳（NET / 東映）
  - 第14話「罠にかかった女」（1970年） - 佐藤帯刀
  - 第117話「泥棒に嫁入りした女」（1972年） - 貴船屋孫七
  - 第161話「幽霊にとりつかれた男」（1973年）
- 遠山の金さん 第44話「心の旅路をたどれ」（1976年、NET） - 丸屋主人 佐平
- 千葉周作 剣道まっしぐら 第35話「妖刀は死霊を招く」（1971年、TBS）- 家老富田
- 水戸黄門（TBS / C.A.L）
  - 第4部 第13話「曲わっぱの恋 -大館-」 （1973年4月16日） - 河内屋三衛門　
  - 第5部
    - 第1話「水戸黄門 -江戸-」（1974年4月1日） - 忍藩主兼老中・阿部正武　
    - 第9話「黒い奉書紙 -福井-」（1974年5月27日） - 紙問屋

  - 第6部 第5話「おてもやんの初恋 -熊本-」 （1975年4月28日） - 熊本藩家老
  - 第7部 第4話「御用船大爆破!! -石巻-」 （1976年6月14日） - 石巻代官・鎌田権太夫　
  - 第8部
    - 第26話「うぐいす春風剣 -中津-」（1978年1月9日）
    - 第28話「愛の奇蹟 -宮崎-」（1978年1月23日） - 大島将監　

  - 第9部 第24話「弟思いの一番勝負 -川越-」 （1979年1月15日） - 川越藩城代家老・崎川　
  - 第10部 第16話「母恋し鈴鹿馬子唄 -大津-」 （1979年11月26日） - 篠山藩主・青山因幡守　
  - 第12部
    - 第6話「助さんそっくり千両役者 -郡上八幡-」（1981年10月5日） - 勧進元　
    - 第26話「謀反からくり釣り天井 -宇都宮-」（1982年2月22日） - 老藩士　

  - 第13部
    - 第7話「うなぎ屋義侠の恩返し -浜松-」（1982年11月29日） - 丸屋　
    - 第23話「悪を裁いたかすり織 -久留米-」（1983年3月21日） - 久留米藩家老・平山三郎兵衛　

  - 第14部 第5話「三年味噌に賭けた意地 -仙台-」 （1983年11月28日） - 仙台藩家老・野中作左衛門
- 大岡越前（TBS / C.A.L）
  - 第3部 第21話 「人情大工裁き」 （1973年11月6日） - 喜兵衛
  - 第5部 第1話 （1978年2月6日）- 有馬兵庫頭　
  - 第6部
    - 第2話 「辻斬り三葉葵」（1982年3月15日） - 有馬兵庫頭
    - 第16話 「因業大家と人情大工」（1982年6月21日） - 町役　

  - 第7部 第24話 「悪魔が狙った江戸小町」 （1983年10月3日）- 老中
- 必殺シリーズ（ABC / 松竹）
  - 必殺仕掛人 第19話「理想に仕掛けろ」（1973年 / ABC・松竹） - 松平備前守
  - 新・必殺仕置人
    - 第17話「代役無用」（1977年） - 喜左ヱ門
    - 第30話「夢想無用」（1977年） - 善兵ヱ

  - 必殺仕事人III 第38話「淋しいのは主水だけじゃなかった」（1983年） - 清水宗斉
  - 必殺仕事人IV 第24話「秀 空中で闘う」（1984年） - 白髪の六斎
- 現代浮かれ節考（朝日放送テレビ、1975年11月30日） - 調停委員
- 人形佐七捕物帳 第33話「泥棒市が結ぶ恋」（1977年、テレビ朝日 / 東映） - 清右衛門

### 映画
- 美貌の都 （1957年）- 吉田
- 狙われた土曜日 （1957年）- 広瀬捜査一課長
- 南蛮寺の佝楼男 （1957年）- 板倉所司代
- 万五郎天狗 （1957年）- 藪田信濃守
- 鬼火駕籠 （1957年）-
- 桃太郎侍 （1957年）- 進藤儀十郎
- 銭形平次捕物控 八人の花嫁 （1958年）- 美濃屋源兵衛
- 花太郎呪文 （1958年）-
- 赤胴鈴之助 三つ目の鳥人 （1958年）- 土井安房守
- 陽気な仲間 （1958年）- 石川豊後守
- 忠臣蔵 （1958年）- 青木久之進
- 流れ星十字打ち （1958年）-
- 命を賭ける男 （1958年）-
- 白蛇小町 （1958年）- 安藤左門
- 人肌孔雀 （1958年）-
- 炎上 （1958年）- 刑事部長
- 月の影法師 消えゆく能面 （1958年）-
- 日蓮と蒙古大襲来 （1958年）-
- 濡れ髪剣法 （1958年）-
- 弁天小僧 （1958年）- 白井右衛門
- 四谷怪談 （1959年）- 小林左次馬
- かげろう絵図 （1959年）- 岡部因幡守
- 千姫御殿 （1960年）-
- 風雲将棋谷 （1960年）-
- 透明天狗 （1960年）-
- ぼんち （1960年）- 佐野屋
- 大江山酒天童子 （1960年）- 兵部卿の宮
- お嬢さん三度笠 （1960年）-
- 続次郎長富士 （1960年）-
- 源太郎船 （1960年）-
- 好色一代男 （1961年）- 公儀の役人
- 日本暗黒史 情無用 （1968年）- 山内剛三
- 産業スパイ（1968年）- 重役A
- 戦後最大の賭場 （1969年）- 篠塚仁助
- 渡世人列伝 （1969年）- 甲田弥太郎
- 日本暗殺秘録（1969年）- 安田善次郎
- 釜ケ崎極道 （1973年）- 国友
- 県警対組織暴力 （1975年）- 向井万太郎倉島市長
- 暴力金脈（1975年）
- やくざ戦争 日本の首領 （1977年）- 鈴木社長
- 日本の首領 野望篇 （1977年）- 友永
- 冬の華 （1978年）
- 日本の黒幕（1979年）- 国枝良雄

### ラジオ
- 近鉄パールクイズ（新日本放送）初代司会

| スタブアイコン | サブスタブ | この項目は、まだ閲覧者の調べものの参照としては役立たない、俳優（男優・女優）に関連した書きかけの項目です。この項目を加筆・訂正などしてくださる協力者を求めています（P:映画/PJ芸能人）。 |